# Al Bemiller
Al Bemiller (Hanover, Pensilvania; 18 de abril de 1938-30 de noviembre de 2022) fue un jugador de fútbol americano estadounidense que jugó nueve temporadas en la American Football League en la posición de liniero ofensivo.

## Carrera
Bemiller fue elegido en la ronda 51 del draft de 1961 por los Buffalo Bills proveniente de Syracuse Orange como liniero ofensivo, e inmediatamente se ganó el puesto de titular en la posición de centro, reemplazando a Dan McGrew, quien anteriormente había sido nombrado en el segundo mejor equipo de la AFL en 1960. En la temporada de 1961 Bemiller estuvo en los 14 partidos, colocado junto al novato Billy Shaw y el jugador de segundo año Chuck Muelhaupt dirigido por Buster Ramsey. En 1962 continuó como centro junto a Shaw y un nuevo guardia derecho llamado Tom Day ahora con el entrenador Lou Saban. Ellos trs jugaron juntos hasta 1963, cuando los Bills empataron en el liderato de la división este de la AFL, pero perdieron en el playoff ante los Boston Patriots.
En 1964 Bemiller pasó a jugar en la posición de guardia derecho, junto al centro veterano Walt Cudzik y el tackeador derecho Dick Hudson, año en que los Bills ganaron su primer campeonato de la AFL. El resultado se repetiría en 1965, cuando Bemiller fue elegido al AFL All-Star como guardia derecho, nuevamente junto a Hudson por con un nuevo centro, Dave Behrman. En 1966 con el nuevo entrenador Joe Collier, Bemiller regresa a la posición de centro, jugando entre Shaw y el guardia derecho Joe O'Donnell. De 1967 a 1969 se mantuvo en la posición de centro pero también jugó de tackeador derecho en 1967. En 1968 jugó junto a Shaw y Bob Kalsu y en 1969, su última temporada, entre Shaw y O'Donnell.
Bemiller fue reemplezado al año siguiente por Frank Marchlewski. En su carrera de nueve años con los Bills nunca se perdió un partido.

## Tras el retiro
Luego de jugar con los Bills, Bemiller pasó a ser maestro sustituto en Buffalo y en una ocasión trabajó en la Hutchinson Central Technical High School en Buffalo, New York. Bemiller también trabajó 33 años en una colegio de lucha para los Niagara Frontier Wrestling Officials Association de la section 6 (NYS), entre 1970-2003 y fue introducido al Greater Buffalo Sports Hall of Fame.  Bemiller también trabajó 25 años como coordinador de recreación en el Wyoming Correctional Facility en Attica. Su nieto, el quarterback Jake Dolegala, firmó como agente libre con los Cincinnati Bengals en 2019.

## Logros
- 2 veces campeón de la AFL (1964, 1965)
- AFL All-Star (1965)